# Тош, Джон
Джон Тош (англ. John A. Tosh, род. 7 ноября 1945) — британский историк и почётный профессор истории Рохамптонского университета. Он получил степень бакалавра в Оксфордском университете и степень магистра в Кембриджском университете. В 1973 году Лондонский университет присвоил ему докторскую степень; тема его диссертации — «Политическая власть у ланги Северной Уганды, около 1800–1939 гг.». Он является членом Королевского исторического общества. В 1987–1988 годах он провёл семестр по обмену в Калифорнийском университете в Дейвисе. В Рохамптонском университете он преподаёт историю, в частности «Устную и письменную историю». Он занимал пост вице-президента Королевского исторического общества с 1999 по 2002 год. Он также опубликовал несколько работ по истории маскулинности в Великобритании XIX века.
Претензия Тоша на оригинальность и известность во многом основывается на его работе историка и историографа. Как публичный историк Тош играет ведущую роль в развитии истории маскулинности и обеспечении того, чтобы она стала важным аспектом социальной и культурной истории. Он показал, как домашнее хозяйство, ранее считавшееся аспектом женской истории, также обусловливалось деятельностью мужчин и влияло на жизнь мужчин.
Он отец философа Ника Тоша.

## Работы
- Clan leaders and colonial chiefs in Lango: the political history of an East African stateless society, c1800–1939 (Clarendon Press, 1978)
- Manful assertions: masculinities in Britain since 1800; joint editor with Michael Roper (Routledge, 1991)
- A Man's Place: Masculinity and the Middle-Class Home in Victorian England (Yale University Press, 1999)
- Historians on History: An Anthology (Pearson Education, 2000)
- Masculinities in Politics and War: gendering modern history; joint editor with Stefan Dudink & Karen Hagenamm (Manchester University Press, 2004)
- Manliness and masculinities in nineteenth-century Britain: essays on gender, family and empire (Pearson Longman, 2005)
- The Pursuit of History: Aims, Methods and New Directions in the Study of Modern History (7th ed, Routledge, 2022)
- Why History Matters (Palgrave, 2008)